# Psetta
Psetta is een monotypisch geslacht van straalvinnige vissen uit de familie van tarbotachtigen (Scophthalmidae). Het geslacht is voor het eerst wetenschappelijk beschreven in 1839 door William Swainson.

## Soort
- Psetta maxima Linnaeus, 1758 Tarbot